# Halowe Mistrzostwa Europy w Lekkoatletyce 2013 – bieg na 1500 m mężczyzn
Bieg na 1500 metrów mężczyzn – jedna z konkurencji rozegranych podczas halowych lekkoatletycznych mistrzostw Europy w hali Scandinavium w Göteborgu.

## Rekordy
| Rekord świata                        | Hicham El Guerrouj | 3:31,18 | Stuttgart, Niemcy | 2 lutego 1997    |
| Rekord Europy                        | Andrés Manuel Díaz | 3:33,32 | Pireus, Grecja    | 24 lutego 1999   |
| Rekord mistrzostw Europy             | Iwan Heszko        | 3:36,70 | Madryt, Hiszpania | 6 marca 2005     |
| Najlepszy wynik na świecie w sezonie | Galen Rupp         | 3:34,78 | Boston, USA       | 26 stycznia 2013 |
| Najlepszy wynik w Europie w sezonie  | Ciarán O'Lionáird  | 3:36,85 | Nowy Jork, USA    | 16 lutego 2013   |

## Terminarz
| Data    | Godzina |            |
| ------- | ------- | ---------- |
| 2 marca | 13:10   | Eliminacje |
| 3 marca | 18:00   | Finał      |

## Rezultaty
| NR – rekord kraju \| WL – najlepszy tegoroczny wynik na listach światowych \| EL - najlepszy tegoroczny wynik na listach europejskich |
| SB – najlepszy wynik w sezonie \| PB – rekord życiowy                                                                                 |

### Eliminacje
Rozegrano 3 biegi eliminacyjne, do których przystąpiło 24 biegaczy. Awans do finału dawało zajęcie jednego z pierwszych dwóch miejsc w swoim biegu (Q). Skład finału uzupełniło trzech zawodników z najlepszymi czasami wśród przegranych (q).

#### Bieg 1
| Poz. | Tor | Zawodnik            | Reprezentacja | Czas    | Uwagi |
| ---- | --- | ------------------- | ------------- | ------- | ----- |
| 1    | 1   | İlham Tanui Özbilen | Turcja        | 3:39,58 | Q     |
| 2    | 4   | David Bustos        | Hiszpania     | 3:39,90 | Q     |
| 3    | 2   | Bartosz Nowicki     | Polska        | 3:40,15 | q     |
| 4    | 5   | Hélio Gomes         | Portugalia    | 3:40,82 | q,    |
| 5    | 3   | Ołeksandr Borysiuk  | Ukraina       | 3:41,87 | q     |
| 6    | 8   | Andréas Dimitrákis  | Grecja        | 3:44,83 |       |
| 7    | 7   | Bryan Cantero       | Francja       | 3:46,85 |       |
| 8    | 6   | Marco Najibe Salami | Włochy        | 3:54,04 |       |

#### Bieg 2
| Poz. | Tor | Zawodnik           | Reprezentacja | Czas    | Uwagi |
| ---- | --- | ------------------ | ------------- | ------- | ----- |
| 1    | 2   | Marcin Lewandowski | Polska        | 3:42,60 | Q     |
| 2    | 1   | Simon Denissel     | Francja       | 3:42,75 | Q     |
| 2    | 6   | Florian Orth       | Niemcy        | 3:43,57 |       |
| 4    | 8   | Ioan Zaizan        | Rumunia       | 3:45,46 |       |
| 5    | 5   | Goran Nawa         | Serbia        | 3:45,58 |       |
| 6    | 4   | Jozef Pelikán      | Słowacja      | 3:45,81 |       |
| 7    | 3   | Álvaro Rodríguez   | Hiszpania     | 3:49,10 |       |
| 8    | 7   | Wołodymyr Kyc      | Ukraina       | 3:50,65 |       |

#### Bieg 3
| Poz. | Tor | Zawodnik                    | Reprezentacja | Czas    | Uwagi |
| ---- | --- | --------------------------- | ------------- | ------- | ----- |
| 1    | 1   | Mahiedine Mekhissi-Benabbad | Francja       | 3:43,33 | Q     |
| 2    | 7   | Arturo Casado               | Hiszpania     | 3:43,33 | Q     |
| 3    | 6   | Jegor Nikołajew             | Rosja         | 3:43,58 |       |
| 4    | 4   | Andreas Vojta               | Austria       | 3:45,54 |       |
| 5    | 3   | Mitja Krevš                 | Słowenia      | 3:47,06 |       |
| 6    | 5   | Mohad Abdikadar Sheik Ali   | Włochy        | 3:47,21 |       |
| 7    | 8   | Szymon Krawczyk             | Polska        | 3:47,84 |       |
| 8    | 2   | Mark Nouws                  | Holandia      | 3:49,78 |       |

### Finał
| Poz. | Tor | Zawodnik                    | Reprezentacja | Czas    | Uwagi |
| ---- | --- | --------------------------- | ------------- | ------- | ----- |
|      | 8   | Mahiedine Mekhissi-Benabbad | Francja       | 3:37,17 |       |
|      | 6   | İlham Tanui Özbilen         | Turcja        | 3:37,22 | SB    |
|      | 3   | Simon Denissel              | Francja       | 3:37,70 | PB    |
| 4    | 7   | Marcin Lewandowski          | Polska        | 3:39,19 |       |
| 5    | 2   | Arturo Casado               | Hiszpania     | 3:39,36 | SB    |
| 6    | 4   | Hélio Gomes                 | Portugalia    | 3:39,46 | PB    |
| 7    | 9   | Bartosz Nowicki             | Polska        | 3:39,74 |       |
| 8    | 1   | David Bustos                | Hiszpania     | 3:40,14 |       |
| 9    | 5   | Ołeksandr Borysiuk          | Ukraina       | 3:42,15 |       |